# Tiranet menut
El tiranet menut (Zimmerius parvus) és un ocell de la família dels tirànids (Tyrannidae).

## Hàbitat i distribució
Habita boscos oberts i clars de les terres baixes d'Hondures i des de Nicaragua i Costa Rica fins Panamà i nord-oest de Colòmbia.